# سارة (مسلسل كويتي)
سارة، مسلسل تلفزيوني كويتي إنتاج عام 2009 وعرض في رمضان 1430.

## ملخص العمل
تدور القصة حول سارة التي تركت زوجها مؤخراً وتبقى للعيش وحدها خاصةً أنه ليس لديها أولاد. ورغم مشاعرها الكبيرة التي تكنّها لزوجها وتوالي الذكريات الجميلة التي جمعتهما على بالها، إلا أن انفصالهما كان محتوماً.

## بطولة
- هدى حسين (سارة)
- فهد العبد المحسن (نواف)
- صلاح الملا
- عبير الجندي
- علي جمعة
- سلمى سالم
- نواف النجم (مشاري)
- صمود
- حلا